# Apocyclops distans
Apocyclops distans – gatunek widłonoga z rodziny Cyclopidae. Opisał go w 1956 roku niemiecki zoolog Friedrich Kiefer, nadając mu nazwę Metacyclops distans.